# Autophila caucasica
Autophila caucasica là một loài bướm đêm trong họ Erebidae.